# Bernardino Ochino
Bernardino Tommassini, detto Ochino (Siena, 1487 – Austerlitz, 1564), è stato un teologo italiano, riformatore.

## Biografia
Figlio del barbiere Domenico, Bernardino entrò giovanissimo, intorno al 1504, nell'Ordine dei Minori Osservanti, e dal 1510 studiò medicina a Perugia.
In una lettera da Ginevra del 7 aprile 1543 a Girolamo Muzio, detta anche Responsio ad Mutium Justopolitanum - quando aveva ormai abbandonato l'Ordine e la stessa confessione cattolica - Ochino giustificò il suo essersi fatto frate perché « havendo desiderio di salvarmi, andai considerando che vita dovessi tenere, et credendo che le religioni humane fusseno sante, massime per essere approbate dalla Chiesa Romana, la quale pensavo non potesse errare, parendomi che la vita de' frati di San Francesco, nominati dell'osservantia, fusse la più aspra, austera et rigida, però la più perfetta et a quella di Christo più conforme, entrai infra di loro ».
Le polemiche all'interno dell'Ordine minorita al riguardo della necessità di osservare una regola di maggiore povertà avevano portato, nel 1528, alla formazione del più rigoroso Ordine dei Cappuccini, dove Ochino, che da quello stesso anno era superiore nella provincia di Siena e dal 1533 Vicario generale, decise di entrare nel 1534; nella stessa lettera scrive infatti che « visto l'asprezza della vita loro, con repugnanza non piccola della mia sensualità e carnal prudentia presi l'abito loro ». Qui nel 1535 ebbe già il prestigioso incarico di difinitore generale e nel 1536 collaborò alla stesura delle nuove Costituzioni dell'Ordine e nel 1538 fu eletto vicario generale.
Ancora nella Responsio, Ochino sostiene che già pochi giorni dopo essere entrato nel nuovo Ordine cappuccino, « el Signore cominciò ad aprirmi gli occhi et mi fece in fra l'altre vedere tre cose. La prima, che Christo è quello che ha satisfatto per li suoi eletti et meritatogli il paradiso, et che lui solo è la giustizia nostra. La seconda, che i voti dell'humane religioni sonno non solo invalidi, ma impij. La tertia, che la Chiesa Romana, benché di fuore resplenda agl'occhi carnali, nientedimeno è essa abomininatione in conspetto di Dio »; tesi che esprimono i principi essenziali della Riforma protestante, ossia che gli eletti sono giustificati attraverso Cristo, che i voti religiosi sono empi e che la Chiesa Romana non è espressione di Cristo.

### Predicazione
Le sue prediche sono presto apprezzate per la passione e la forza dell'argomentazione: nel 1535, avendo assistito al quaresimale tenuto nella chiesa di San Lorenzo in Damaso a Roma, dove Ochino conosce Vittoria Colonna e la duchessa di Camerino, Caterina Cybo, il vescovo Agostino Gonzaga scrive alla marchesa Isabella d'Este che Ochino «chiamato fra' Bernardino da Siena, homo di santissima vita et molto dotto» è «dotato di un fervor mirabile cui si accompagna una voce perfettissima, egli punta, fermo e chiaro, alla riprensione dei vizi senza risparmiare i potenti: reprende eccellentissimamente como si deve, né guarda di dir tutto quello che sente ch'abbi ad essere per la salute de chi l'ode, et tocha principalmente li Capi» e che molti «che solevano andar a S(an)to Agostino se sono redutti qui, talché non è mai giorno che non habbi una bona parte del Collegio [dei cardinali]».
A Napoli predica nella basilica di San Giovanni Maggiore nel 1536, raccogliendo il consueto successo e avendo fra gli astanti anche Carlo V, ma anche i primi sospetti, ancora solo sussurrati, di una teologia non in linea con l'ortodossia cattolica; qui conosce Juan de Valdés, il teologo spagnolo che fu forse determinante per la svolta che diede alla vita e alle scelte religiose di fra' Bernardino. Non per caso i primi scritti noti di Ochino, il Dialogo in che modo la persona debbia reggere bene se stessa e il Dyalogo della Divina Professione sono datati al 1536 e sono prossimi al pensiero del Valdés.
Nel 1537 predica a Firenze, a Ferrara e a Bologna, in un San Petronio gremitissimo, mentre nell'agosto del 1538 Giovanni Guidiccioni scrive ad Annibal Caro di avere ascoltato a Lucca il nostro frate e di avergli dedicato due sonetti di lode. Sono tante le richieste di averlo sul pulpito che egli non può, come di regola, predicare nella stessa città per un'intera quaresima: e allora si sposta da Faenza a Brisighella, da Pisa a Firenze, a Lucca, a Napoli, fino in Sicilia. Nel febbraio del 1539 Ottaviano Lotti scriveva che proprio ascoltando ogni altro predicatore risalta per contrasto l'eccellenza di Ochino nel predicare.
Nel 1539, su invito di Pietro Bembo, andò a Venezia, dove tenne una serie di importanti discorsi che ottengono grande successo: in esse si fa insistente il richiamo ai temi protestanti della grazia e della giustificazione per fede. Ma pochi se ne accorgono o danno importanza a questioni che solo teologi sperimentati possono cogliere: così anche Bembo scrive a Vittoria Colonna che fra' Bernardino «ragiona molto diversamente et più christianamente di tutti gli altri, che in pergamo sian saliti a' miei giorni et con più viva charità et amore et migliori et più giovevoli cose. Piace a ciascuno sopra modo, et stimo ch'egli sia per portarsene, quando egli si partirà, il cuore di tutta questa città seco [...] è hoggimai adorato in questa città; né vi è huomo né donna, che non l'alzi con le laudi fino al cielo. O quanto vale, o quanto diletta, o quanto giova!».
In quegli stessi giorni perfino Pietro Aretino scrive da Venezia a Giustiniano Nelli della capacità di Ochino di unire «il piacevole de l'amonizioni con il terribile de le minacce», della maestria delle pause, «lo schietto e il puro di san Paolo rimbomba ne gli organi de le sue esclamazioni, a tempo formate e a tempo interrotte», della sapienza dottrinale «con che lucide e con che vive catene egli lega insieme il vecchio e il nuovo Testamento, servando sempre i lor sensi sacrosanti ne la dovuta religione», e riferisce dell'austerità della sua vita. E arriva a scrivere a papa Paolo III, scusandosi per certi suoi scritti irreligiosi, perché le prediche di Ochino gliene hanno fatto comprendere l'indegnità.
Ancora al 1539 risale la stesura di altri Dialoghi di Ochino i quali, con i due composti tre anni prima, costituiscono i Dialogi sette, pubblicati per la prima volta a Venezia nel 1540 e più volte ristampati.
Alle mormorazioni sulla sua ortodossia, oppone ancora pubblicamente la sua fede nell'esistenza del purgatorio - negata dai protestanti - e dà credito all'efficacia delle indulgenze. Eppure, secondo quanto riferisce il teatino Antonio Caracciolo, durante la quaresima del 1540, nel Duomo di Napoli avrebbe sparso «molte cose contro il Purgatorio, contra le leggi ecclesiastiche del digiuno e contra l'autorità del Papa e de' Prelati», fino a sostenere l'efficacia, per la salvezza, della «sola fede». E Ochino, nella citata lettera al Muzio, scrive che in effetti «non dicevo: "adunque, non ci sonno altri meriti, satisfationi, indulgentie, che quelle di Christo, né altro purgatorio" - lassavo simili illationi farle a quelli che da Dio per gratia havevano vivo sentimento del gran benefitio di Christo [...] non potevo esplicare simili verità; ma le tacevo espettando che Christo mi mostrasse quello che voleva fare di me. È ben vero che in secreto esplicai el vero a molti, delli quali alcuni, che per tentarmi m'havevano domandato et altri per loro proprj interessi, manifestorno al Papa et Cardinali qual fusse la mia fede [...]».

### La fuga dall'Italia
Uno con i quali Ochino si confidò è certamente Pietro Manelfi - che infatti denuncerà all'Inquisizione molti "eretici" - al quale diede da leggere anche libri di Lutero e Melantone . In occasione della quaresima del 1542 fra' Bernardino è a Venezia: dal pulpito della chiesa dei Santi Apostoli denuncia la carcerazione da un anno dell'amico, frate agostiniano, Giulio della Rovere come sospetto di eresia; il 15 luglio del 1542, appena rieletto alla massima carica dell'Ordine, viene pertanto invitato a Roma per chiarimenti. Durante il viaggio incontrò a Bologna il cardinale Gasparo Contarini, che si era fatto promotore per anni di tentativi di riconciliazione con i luterani e, ormai in fin di vita, lo ammonì a non andare a Roma, tanto per l'inutilità di ricercare formule di compromesso quanto per i rischi personali che avrebbe potuto correre.
Proseguendo il viaggio per Roma, s'incontrò in agosto a Firenze con l'agostiniano Pietro Martire Vermigli il quale, essendo stato anch'egli chiamato a Roma a dare spiegazioni sulla sua professione di fede, convinse Ochino a fuggire con lui in Svizzera, paese ormai riformato; è noto che fu nella casa fiorentina dell'amica duchessa Caterina Cybo - protagonista di alcuni dei suoi Dialoghi - che Ochino depose a 56 anni il saio per vestire panni civili che gli facilitassero l'uscita dall'Italia.
Da Firenze, il 22 agosto scrive a Vittoria Colonna per giustificare la sua decisione: se andasse a Roma «non potrei se non negar Christo o esser crocifisso. El primo non vorrei fare, el secondo sì, con la sua grazia, ma quando lui vorrà. Andar io voluntariamente alla morte, non ho questo spirito hora. Dio quando vorrà mi saprà trovar per tutto. Christo m'insegnò a fuggire più volte, in Egitto e alli Samaritani et così Paulo, immo mi disse che io andassi in altra città quando in una io non ero ricevuto. Dapoi che farei più in Italia? Predicar sospetto et predicar Christo mascarato in gergo? Et molte volte bisogna bestemiarlo per satisfare alla superstizione del mondo. Et non basta, et ad ogni sgraziato basterebbe l'animo scrivere a Roma, pontar me: ritorneremo presto alli medesimi tumulti. E scrivendo manco potrei dare in luce cosa alcuna».
A cavallo raggiunse Milano e di qui, passando per Morbegno, il 31 agosto 1542 superò la frontiera svizzera.

### In Svizzera
A Ginevra fu ricevuto cordialmente da Calvino. Qui, nell'ottobre 1542, pubblica le prime Prediche, nel 1543 l'Epistola alli Signori di Balia della città di Siena, la Responsio ad Marcum Brixiensem, la Responsio ad Mutium Justinopolitanum e, in anni successivi, quattro volumi di Sermones. È il primo pastore della comunità evangelica italiana a Ginevra e si sposa con un'esule lucchese, di cui non è noto il nome, dalla quale avrà cinque figli. Nell'agosto 1545 è brevemente a Basilea: rivede Sebastiano Castellione e si iscrive all'Università insieme a Celio Secondo Curione e Francesco Stancaro.

#### Il rapporto con lo Schwenckfeld
Nel 1545 divenne pastore nella chiesa di Sant'Anna ad Augusta, composta da mercanti tedeschi che avevano appreso l'italiano durante i loro viaggi d'affari, rinnovando i successi delle sue predicazioni italiane; importante e significativo è il rapporto con il mistico augustano Kaspar Schwenckfeld.
In lui ai temi propriamente spirituali dell'amore divino, derivante da Valdés, del rinnovamento interiore, di derivazione umanistica, si unisce la necessità della conoscenza di Dio, della sua reale immagine, ma non al modo dei filosofi aristotelici che pretendono di raggiungere le verità della religione con lo strumento della ragione. Vi è in lui fiducia nella natura umana nel comprendere Dio che è estranea, anzi opposta alla visione di Calvino per il quale la nostra natura è irrimediabilmente imperfetta e una reale comprensione di Dio ci è negata.
Ochino conobbe e apprezzò il Novus Homo, uno scritto del seguace di Schwenckfeld, Valentin Krautwald, mentre lo Schwenckfeld – un monofisita che considera la natura umana di Cristo divinizzata - conobbe nella traduzione tedesca i Dialogi sette di Ochino e vide nei Sermoni espressi principi antitrinitari. Della corrispondenza intercorsa fra i due sono rimaste solo le lettere del mistico tedesco: per lui Ochino ritiene che Cristo sia realmente figlio di Dio e solo «per metonimia figlio dell'uomo» e vede, nel richiamo alla necessità del rinnovamento interiore del cristiano fino a sentirsi fratello di Cristo, un'ascesa mistica ottenuta grazie alla discesa dello spirito divino.
Nel gennaio 1547 Carlo V, a capo delle forze cattoliche, dopo la vittoria di Mühlberg sulla protestante Lega di Smalcalda, pretese la consegna di Ochino il quale si rifugiò prima a Costanza, poi a Basilea, e infine a Strasburgo da dove, insieme con Pietro Martire Vermigli, emigrò in Inghilterra su invito dell'Arcivescovo di Canterbury Thomas Cranmer. Si stabilì a Londra e guidò come pastore la prima comunità evangelica di lingua italiana d'Inghilterra. In seguito ottenne una cattedra e una pensione da re Edoardo VI. In quegli anni si riunì insieme al frate francescano Michelangelo Florio, che conobbe durante le predicazioni in Italia e che aderì alla riforma.
L'ascesa al trono, nel 1553, della cattolica Maria Tudor, costrinse nuovamente Ochino all'emigrazione: dopo il passaggio da Strasburgo, giunge a Ginevra il 28 ottobre 1553, il giorno successivo all'esecuzione di Michele Serveto, condannato al rogo dai calvinisti per le sue dottrine antitrinitarie.
Dovendo trovarsi un lavoro, si spostò a Chiavenna e poi a Basilea finché, nel 1555, divenne pastore a Zurigo della congregazione evangelica degli emigrati di lingua italiana di Locarno i quali, a motivo dell'accordo raggiunto fra i Cantoni svizzeri che prevedevano aree urbane di unica confessione religiosa, erano stati costretti all'esilio, essendo stato stabilito che nella città di Locarno dovesse praticarsi soltanto il cattolicesimo.
A Zurigo rimase dal 1555 al 1563: abita con Francesco Betti e frequenta Pietro Martire Vermigli, Lelio Sozzini, Francesco Lismanini e Isabella Bresegna. Vi compose la Disputa intorno alla presenza del corpo di Cristo nel Sacramento della Cena, i Laberinti del libero arbitrio e i Dialogi XXX. Nella Disputa sostiene che «può un huomo esser eletto, amato, grato, giusto, santo e salvo senza credere che il corpo di Cristo sia o non sia nel pane et il suo sangue nel vino», una teoria che evidenziando un'interpretazione soggettiva della vita religiosa e un diretto rapporto dell'uomo con la grazia divina, agli occhi dei riformati ortodossi equivale a svalutare, insieme con il rito sacramentale, anche l'importanza di Cristo nel processo di salvezza.
Nelle opere di quest'epoca Ochino mostra una crescente disaffezione per l'ortodossia calvinista. Fra queste va ricordato anzitutto i Laberinti del libero arbitrio, prediche dedicate alla regina Elisabetta I d'Inghilterra vertenti sul problema del libero arbitrio, nel quale attaccava la dottrina calvinista della predestinazione.
La moglie muore nel 1562. Nel 1563, in occasione della pubblicazione a Zurigo dei Dialogi XXX, fu attaccato dai calvinisti e dagli zwingliani, che ne censurarono le idee in materia trinitaria e matrimoniale; il Senato della città, governata del teologo Heinrich Bullinger, decretò l'espulsione di Ochino .

### L'ultima fuga
Dopo una peregrinazione fra i vari centri del protestantesimo della Svizzera e della Germania, Ochino raggiunse Norimberga, dove scrisse il Dialogo di difesa, polemizzando contro il Bullinger. Invitato da Francesco Limanini, un francescano convertito al protestantesimo, confessore di Bona Sforza, la madre del re polacco Sigismondo II Augusto, con i quattro figli raggiunse Cracovia, città nella quale erano altri antitrinitari, come Lelio Sozzini e Giorgio Biandrata, ai primi del 1564, e in primavera predicò alla comunità protestante italiana. Il 7 agosto fu promulgato l'editto reale che, ispirato dal nunzio pontificio Giovanni Francesco Commendone, bandiva dal paese tutti gli stranieri non cattolici, a esclusione dei tedeschi, da tempo integrati in Polonia.
Decise di dirigersi in Transilvania, un principato retto da Giovanni Sigismondo Zapolya (Giovanni II d'Ungheria), parente per parte materna del re polacco Sigismondo e di Bona Sforza, i cui feudatari, i Voivodi, vassalli dell'Impero ottomano, tolleravano tutte le confessioni religiose proprio perché la varietà delle popolazioni soggette esprimevano, oltre a diverse lingue e tradizioni, differenti fedi religiose. Espressione di tale tolleranza era stata l'Editto di Torda che, nel 1557, aveva ufficialmente proclamato la libertà di coscienza in materia religiosa: «...perché la fede è un dono di Dio nato dal libero ascolto della parola di Dio».
Costretto a fermarsi a Pinczów, in Moravia, per le cattive condizioni di salute, sembra che nella cittadina morissero tre dei suoi figli a causa della peste. Trascinatosi malato fino ad Austerlitz, l'attuale Slavkov u Brna, alla fine dell'anno vi morì in casa dell'anabattista veneziano Niccolò Paruta. Le sue ultime parole sarebbero state: «Non ho mai voluto essere né un papista né un calvinista, ma solo un cristiano».

### Studi
- Karl Benrath, Bernardino Ochino aus Siena, Braunschweig, 1892
- Benedetto Nicolini, Bernardino Ochino e la Riforma in Italia, Napoli, 1935
- Delio Cantimori, Eretici italiani del Cinquecento, Firenze, 1939
- Roland Herbert Bainton, Bernardino Ochino esule e riformatore senese del Cinquecento, 1487-1563, Firenze, 1940
- G. G. Williams, The Theology of Bernardino Ochino, Tübingen, 1959
- Domenico Caccamo, Eretici italiani in Moravia, Polonia, Transilvania, Firenze, 1970
- Movimenti ereticali in Italia e in Polonia nei secoli XVI e XVII, Firenze, 1974
- Valerio Marchetti, Gruppi ereticali senesi nel Cinquecento, Firenze, 1975
- Ugo Rozzo, Nuovi contributi su Bernardino Ochino, estratto da: Bollettino della Società di Studi Valdesi n. 146, dicembre 1979, p. 52-83 (NAP0278318)
- Ugo Rozzo, Antonio da Pinerolo e Bernardino Ochino, estratto da: Rivista di storia e letteratura religiosa, 1982, p. 341-364 (LUA0133941)
- Bernardino Ochino, I dialogi sette e altri scritti del tempo della fuga, edizione, introduzione, e apparato iconografico a cura di Ugo Rozzo, Torino: Claudiana (MIL0120805)
- Miguel Gotor, Un best seller maledetto, un uomo in fuga: il Beneficio di Cristo e Bernardino Ochino, in Atlante della letteratura italiana, a cura di S. Luzzatto e G. Pedullà, vol. II, Dalla Controriforma alla Restaurazione, a cura di E. Irace, Torino, Einaudi, 2011, pp. 65–69
- Miguel Gotor, Bernardino Ochino, Dizionario Biografico degli Italiani, vol. 79, Roma, Istituto dell'Enciclopedia italiana, 2013
- Michele Camaioni, Il Vangelo e l'Anticristo. Bernardino Ochino tra francescanesimo ed eresia (1487-1547), 2018, pp. xxxii-612. [isbn 978-88-15-27853-1].